# Споменик српским војницима у селу Гардерену
Српски споменик у селу Гардерену је споменик српским војницима који су умрли у Холандији од шпанске грознице по завршетку Првог светског рата,.
На углу Холандског реформисаног гробља у Гардерену налази се споменик подигнут у сећање на 29 Срба, који су умрли од шпанског грипа 1919. године. Непознато је када и ко је подигао овај споменик, вероватно је подигнут пре Другог светског рата. Текст је био исписан на француском и гласио је “les soldats serbes décédés au camp de Millingen 1919” са 29 имена, написаних француском транскрипцијом, а на задњем делу је био текст на српском и холандском ("Умрли за Србију" / “Gestorven voor Serbie”, "Благодарна Отаџбина Србија” / "Het Dankbaar Serbische Vaderland"). Почетком 21. века временске прилике су узеле свој данак и слова су била скоро избрисана.

## Српски ратни заробљеници у Холандији
На основу своје неутралности и Пете конвенцију у Хагу, потписане на Другој мировној конференцији 1907. године, Холандија је била место где се вршила размена војника током и после Првог светског рата.
Ови војници и цивили су били смештени у различитим логорима свуда у околини земља. Пошто је рат завршен 11. новембра 1918. лука у Ротердаму је коришћена да би се војници са борбених поља вратили у своју домовину што је важило и за ратне заробљенике.
У јануару 1919. године Шпанска грозница је избила међу овим затвореницима, од којих су многи били слаби и болесни после више од четири године од мобилизације. Између 11. јануара и 7. фебруара 1919. године, односно у периоду од четири седмице 87 српских војника је умрло у Холандији због грознице. Још пет Срба је умрло у Холандији због различитих узрока пре средине јануара 1919.
Свих је сахрањено у Холандији (Барневелд (Гардерен: 29), Најмеген (21), Лонекер (Еншеде: 17), Дордрехт (15), Хенгело (3), Ротердам (2), Боргер (2), Амерсфорт (1) и Нив Берта (1)). Почевши од 1920-их Краљевина Срба, Хрвата и Словенаца је почела са концентрисањем својих ратних гробова на различитим местима где су многи Срби умрли, као што су Зејтинлик, Видо, Оломоуц, Јиндриховице (на месту Аустријског концентрационог логора Хајнрихсгрин).
Укупно 88 мртвачких сандука је ексхумирано у мају 1938. године, затим довезено у Најмеген, где су посмртни остаци смештени у лимене сандуке. Ујутру 18. маја 1938. године, транспорт је дошао до холандско-немачке границе код Вилера/Краненбурга, где је 88 ковчега предато Немцима, који су их примили уз пуне војне почасти. Одатле је транспорт наставио пут маузолеја у Јиндриховицама, где је 88 од 92 српских војника који су умрли у Холандији коначно пронашло место починка.

## Одржавање споменика
Почевши од 2004. године Амбасада Републике Србије у Холандији се укључила у одржавање споменика. У годинама које су следиле холандско-српског одбор је прикупио потребна средства за рестаурацију, у сарадњи са Српском православном црквом у Холандији и Амбасадом Републике Србије.
Са рестаурацијом је завршено 2006. и исте године је одржан помен у знак сећања на Србе који су умрли и који су били сахрањени на овом гробљу.
Годину дана касније, поред споменика је додат крајпуташ. Крајпуташи су споменици постављени покрај пута, а по правилу посвећени пострадалим војницима сахрањеним у далеким земљама или којима се гроб не зна.
Додата су још 14 имена Срба који су умрли у Еншедеу и 21 име пострадалих у Најмегену. Споменик је званично пребачен у амбасаду 1. октобра 2011. године и након тога је одбор распуштен.
Сваке године прве суботе у октобру се одржава помен. Године 2012. постављено је 29 крстова као знак сећања на Србе који су првобитно били сахрањени на гробљу.